# Padilla (Tamaulipas)
Pour les articles homonymes, voir Padilla.
La municipalité de Padilla est l'une des 43 municipalités de l'État de Tamaulipas, et est située dans la partie centrale de cet État. Située sur une zone de plateaux, entre le massif montagneux de la Sierra de Tamaulipas au sud-est et la chaîne de montagnes de la Sierra Madre orientale à l'ouest, elle est traversée par des cours d'eau faisant partie du bassin versant du fleuve Río Soto La Marina, qui se jette dans le golfe du Mexique plus à l'est. Son chef-lieu est la ville de Nueva Villa de Padilla. Elle dépend de la région Centro, qui est une des 6 subdivisions administratives de l'État de Tamaulipas.

## Géographie
La municipalité de Padilla s'étend d'ouest en est sur une zone de plateaux comprise entre la chaîne de montagnes de la Sierra Madre orientale plus à l'ouest et le maffif montagneux de la Sierra de Tamaulipas au sud-est. Son altitude oscille entre 50 et 400 mètres. Elle est traversée par plusieurs cours d'eau, dont la rivière Corona, qui est une des rivières donnant ensuite naissance au fleuve Río Soto La Marina, après s'être jetée dans le lac artificiel Presa Vicente Guerrero (es), à l'est de la municipalité. Son chef-lieu, la ville éponyme de Padilla, se trouve dans la partie centrale de son territoire, sur les bords de la rivière Purificación, à une altitude de 153 mètres. Son territoire couvre une superficie de 1316,96 km², et était peuplé en 2020 de 13 618 habitants.
Cette municipalité fait partie de la région Centro, qui est une des 6 subdivisions administratives de l'État de Tamaulipas, et regroupe les municipalités d'Abasolo, Güémez, Hidalgo, Jiménez, Llera, Mainero, Padilla, San Carlos, San Nicolás, Soto la Marina, Victoria, Casas et Villagrán.
Elle est limitrophe au nord de la municipalité de San Carlos, à l'ouest de celle d'Hidalgo, au sud-ouest de celle de Güémez, au sud-est de celle de Casas, et à l'est de celle de Jiménez.

## Composition et démographie
La municipalité était composée en 2010 de 260 localités.
| Localité                | Population |
| ----------------------- | ---------- |
| Nueva Villa de Padilla  | 5 135      |
| Barretal                | 2 908      |
| La Soledad              | 416        |
| Corpus Christi (Corpus) | 421        |

En plus de l'espagnol, plusieurs langues amérindiennes sont parlées dans la municipalité, dont les principales sont par ordre d'importance : le huastèque et le nahuatl.

## Histoire
La ville a été fondée le 6 janvier 1749 par José de Escandón, alors combattant indien espagnol en Nouvelle Espagne et fondateur et premier gouverneur de la colonie de Nouvelle-Santander. La ville a été nommée d'après Maria Padilla, l'épouse de Juan Francisco de Güemes, le vice-roi de la Nouvelle Espagne. Au moment de sa création, plus de 40 personnes de Hidalgo, Linares et Río Blanco résidaient dans la région.
Entre le 5 juillet 1824 et fin janvier 1825, la ville de Padilla est la capitale provisoire de l'État de Tamaulipas. Cette fonction est ensuite occupée par la ville de Ciudad Victoria, fonction qu'elle occupe toujours.
Padilla est connue pour être le lieu où le libérateur et empereur mexicain Agustín de Iturbide a été exécuté par un peloton d'exécution, après son retour d'exil à Londres, en 1824. C'est aussi l'endroit où Manuel de Mier y Terán, un général mexicain, s'est suicidé avec son épée, la même année.
Après la mise en eau du barrage Vicente Guerrero en 1970, le siège a été déplacé de Padilla à la ville de Nuevo Padilla. Le barrage est inauguré en 1971.